# 336
336（三百三十六、さんびゃくさんじゅうろく）は自然数、また整数において、335の次で337の前の数である。

## 性質
- 336は合成数であり、約数は1, 2, 3, 4, 6, 7, 8, 12, 14, 16, 21, 24, 28, 42, 48, 56, 84, 112, 168, 336である。
  - 約数の和は992。
  - 78番目の過剰数である。1つ前は330、次は340。
  - 約数を20個もつ2番目の数である。1つ前は240、次は432。
  - 約数の積の値がそれ以前の数を上回る25番目の数である。1つ前は240、次は360。(オンライン整数列大辞典の数列 A034287)
- 94番目のハーシャッド数である。1つ前は333、次は342。
  - 12を基とする7番目のハーシャッド数である。1つ前は264、次は372。
- 336 = 24 × 3 × 7
  - 3つの異なる素因数の積で p 4 × q × r の形で表せる2番目の数である。1つ前は240、次は528。(オンライン整数列大辞典の数列 A179644)
- 336 = 6 × 7 × 8  = 73 − 7
  - 6番目の三連続積数である。1つ前は210、次は504。
  - n = 8 のときの n !/5! の値とみたとき1つ前は42、次は3024。(オンライン整数列大辞典の数列 A001725)
- 336 = 28 × 12
  - 完全数28の倍数である。1つ前は308、次は364。(オンライン整数列大辞典の数列 A135628)
- 各位の立方和が270になる最小の数である。次は363。(オンライン整数列大辞典の数列 A055012)
  - 各位の立方和が n になる最小の数である。1つ前の269は22445、次の271は1336。(オンライン整数列大辞典の数列 A165370)
- 336 = 12 × σ(12) = 14 × σ(14) (ただし σ は約数関数)
  - 2通りの n × σ(n) の形で表せる最小の数である。次は5952。
  - m通りの n × σ(n) の形で表せる最小の数である。1つ前は6、次は333312。(オンライン整数列大辞典の数列 A212490)
  - n = 12 のときの n × σ(n) の値とみたとき1つ前は132、次は182。(オンライン整数列大辞典の数列 A064987)
  - n = 14 のときの n × σ(n) の値とみたとき1つ前は182、次は360。
- 1～336までの約数の個数を加えると2016個になり336の6倍になる。1～ n までの約数の個数が n の整数倍になる9番目の数である。1つ前は121 (5倍)、次は340 (6倍)。(オンライン整数列大辞典の数列 A050226参照)
  - n 倍になる最小の数とみたとき1つ前は121 (5倍)、次は930 (7倍)。(オンライン整数列大辞典の数列 A085567)
- 336 = 12 + (12 + 22) + (12 + 22 + 32) + (12 + 22 + 32 + 42) + … + (12 + 22 + 32 + 42 + 52 + 62 + 72)
  - 336は最初から7番目までの四角錐数の和である。1つ前は196、次は540。(オンライン整数列大辞典の数列 A002415)
- 336 = 42 + 82 + 162
  - 3つの平方数の和1通りで表せる89番目の数である。1つ前は328、次は352。(オンライン整数列大辞典の数列 A025321)
  - 異なる3つの平方数の和1通りで表せる95番目の数である。1つ前は332、次は337。(オンライン整数列大辞典の数列 A025339)
- 336 = 44 + 43 + 42
  - n = 4 のときの n 4 + n 3 + n 2 の値とみたとき1つ前は117、次は775。(オンライン整数列大辞典の数列 A100019)
- 336 = 192 − 25
  - n = 19 のときの n 2 − 25 の値とみたとき1つ前は299、次は375。(オンライン整数列大辞典の数列 A098603)
- 336 = 202 − 64
  - n = 20 のときの n 2 − 64 の値とみたとき1つ前は297、次は377。(オンライン整数列大辞典の数列 A098849)
- 336 = 21 × 24
  - n = 4 のときの 21 × 2n の値とみたとき1つ前は168、次は672。(オンライン整数列大辞典の数列 A175805)
- 約数の和が336になる数は8個ある。(132, 140, 182, 188, 195, 249, 287, 299) 約数の和8個で表せる最小の数である。次は432。
  - このうち140と195は2番目の婚約数である。婚約数を含む数とみたとき1つ前は124、次は2976。
  - 約数の和が336より小さな数で8個ある数はない。1つ前は240 (7個)、次は360 (9個)。
- 各位の和が12になる28番目の数である。1つ前は327、次は345。

## その他 336 に関連すること
- 西暦336年
- 紀元前336年
- 年始から数えて336日目は12月2日、閏年は12月1日。
- 国際連合安全保障理事会決議336
- ハイサイ探偵団のメンバー336